# David Bentley Hart
David Bentley Hart (n. 20 februarie 1965, Maryland, SUA) este un filosof și teolog de confesiune ortodoxă a cărui operă cuprinde o gamă largă de subiecte și genuri. Hart este un eseist prolific, care a scris pe teme foarte diverse, precum arta, literatura, religia, filosofia, filmul și politica. Ca teolog, opera sa abordează subiecte precum ateismul, apocatastaza, secularizarea, estetica teologică, cristologia sau pneumatologia, bazându-se în primul rând pe surse patristice. În anul 2017 a publicat o nouă traducere în limba engleză a Noului Testament.

## Viața și cariera academică

### Cariera academică
Hart a obținut diploma de licență de la Universitatea din Maryland, diploma de master în filosofie de la Universitatea din Cambridge și masteratul de arte și doctoratul în filosofie de la Universitatea din Virginia . A predat la Universitatea din Virginia, Universitatea St. Thomas (Minnesota), Duke Divinity School și Loyola College din Maryland. A fost profesor invitat la Providence Collage, unde a ocupat anterior catedra de cultură creștină. În cursul anului universitar 2014-2015, Hart a fost catedra Danforth la Universitatea Saint Louis din Departamentul de Studii Teologice. În 2015, a fost numit Templeton Fellow la Institutul de Studii Avansate al Universității Notre Dame.

### Viața personală
Hart este un convertit de la confesiunea anglicană la ortodoxia orientală. Din punct de vedere politic, el se identifică ca fiind un socialist creștin , precum și ca un socialist democrat și este membru al socialiștilor democrați din America.

## Scrieri și teme
În volumul Mitul Schismei și alte eseuri, David Bentley Hart este descris astfel: „Adesea provocator, ironic și sarcastic, dar mereu deosebit de subtil, profund și erudit, deopotrivă creștin de confesiune ortodoxă și simpatizant al catolicismului, partizan socialist atras de tradițiile răsăritene și aspru critic al mercantilismului occidental, susținător al doctrinei apocatastazei și al metafizicii fundamentate onto-teologic, scrierile lui David Bentley Hart ar putea uneori să ne contrarieze, însă nu trebuie să uităm că esența teologiei nu este niciodată înțelepciunea simțului comun al acestei lumi, ci a interiorizării conștiente și responsabile a conținutului credinței. Indiferent dacă consimțim sau nu concepțiilor lui David Bentley Hart, acesta rămâne unul dintre acei autori tot mai rar întâlniți, care știe și are capacitatea de a ne provoca prejudecățile și de a ne scoate din cumințenia imatură a unei credințe și gândiri neinterogate.”
Prima lucrare majoră a lui Hart, Frumusețea infinitului, o adaptare a tezei sale de doctorat, a primit aprecieri de la teologii John Milbank, Janet Soskice și Reinhard Hütter . William Placher a spus despre carte: „Nu mă pot gândi la o lucrare mai strălucită a unui teolog american în ultimele decenii”. Geoffrey Wainwright a spus: „Acest volum magnific și exigent ar trebui să-l consacre pe David Bentley Hart în întreaga lume ca fiind unul dintre teologii de frunte ai generației sale”. Cartea Frumusețea infinitului este o lucrare originala si provocatoare, un eseu de „estetică teologică” în care David Bentley Hart polemizează cu postmodernismul mizând pe superioritatea înțelegerii creștine a frumosului și sublimului, autorul fiind un bun cunoscător atât al metafizicii occidentale, cât și al patristicii. Dupa ce identifică natura si utilizările schimbătoare ale metafizicii in gândirea unor filozofi precum Kant, Hegel, Nietzsche, Derrida, Levinas etc., David Bentley Hart încearcă o regăsire a înțelesului crestin clasic al frumosului și sublimului și a relației lor cu ființa.
La 27 mai 2011, cartea lui Hart, Ateismul: o amăgire a primit Premiul Michael Ramsey în teologie, în valoare de 10.000 dolari David Bentley Hart își descrie astfel cartea Ateismul: o amăgire: „Această carte se referă la istoria Bisericii primare, la primele patru sau cinci secole, și la modul cum creștinătatea s-a născut din cultura Antichității târzii. Principalul scop al scrierii mele este să atrag atenția asupra naturii radicale și specifice a noii religii în acel context […]. Enunțat în cea mai elementară și plină de optimism formă, argumentul meu este că, mai întâi, dintre toate marile tranziții care au marcat evoluția civilizației occidentale, în salturi sau treptat, politic sau filosofic, social sau științific, material sau spiritual, una singură – triumful creștinismului – poate fi considerată pe deplin o „revoluție”: o revizuire a viziunii dominante pe care umanitatea o avea asupra realității, atât de atotpătrunzătoare în influență și de vastă în consecințe, încât a creat o nouă concepție despre lume, despre istorie, despre firea umană, despre timp și despre binele moral.”

### Ediții în limba română
- Mitul Schismei și alte eseuri, trad. Dan Siserman, Dan Radu, Iuliana Petrescu, Petru Dimitriu, postf. Alin Vara, Editura Ratio et Revelatio, Oradea, 2021.
- Ateismul: o amăgire. Revoluția creștină și adversarii ei, trad. Eva Damian, Editura Doxologia, Iași, 2017.
- Frumusețea infinitului. Estetica adevărului creștin, trad. Vlad Nectarie Daraban, pref. Mihail Neamțu, Editura Polirom, Iași, 2013.

### Cărți în limba engleză
- Roland In Moonlight. Brooklyn, NY: Angelico Press. 2021.
- Theological Territories: A David Bentley Hart Digest. Notre Dame, IN: University of Notre Dame Press. 2020.
- The Mystery of Castle MacGorilla. With Patrick Robert Hart. New York: Angelico Press. 2019.
- That All Shall Be Saved: Heaven, Hell, and Universal Salvation. New Haven, CT: Yale University Press: 2019.
- The New Testament: A Translation. New Haven, CT: Yale University Press: 2017.
- The Hidden and the Manifest: Essays in Theology and Metaphysics. Grand Rapids: Eerdmans. 2017.
- The Dream-Child's Progress and Other Essays. New York: Angelico Press. 2017.
- A Splendid Wickedness and Other Essays. Grand Rapids: Eerdmans: 2016.
- The Experience of God: Being, Consciousness, Bliss. New Haven, CT: Yale University Press: 2013.
- The Devil and Pierre Gernet: Stories. Grand Rapids, MI: Wm. B. Eerdmans: 2012.
- Atheist Delusions: The Christian Revolution and Its Fashionable Enemies. New Haven, CT: Yale University Press, 2009.
- In the Aftermath: Provocations and Laments. Grand Rapids, MI: Wm. B. Eerdmans: 2008.
- The Story of Christianity: An Illustrated History of 2000 Years of the Christian Faith. London: Quercus: 2007.
- The Doors of the Sea. Grand Rapids, MI: Wm. B. Eerdmans: 2005.
- The Beauty of the Infinite: The Aesthetics of Christian Truth. Grand Rapids, MI: Wm. B. Eerdmans: 2003.